# Powiat Strzeliński
Der Powiat Strzeliński ist ein Powiat (Kreis) in der Woiwodschaft Niederschlesien in Polen. Der Powiat hat eine Fläche von 622,3 km², auf der etwa 43.700 Einwohner leben.

## Gemeinden
Der Powiat umfasst fünf Gemeinden, davon
zwei Stadt-und-Land-Gemeinden;
- Strzelin (Strehlen)
- Wiązów (Wansen)

und drei Landgemeinden
- Borów (Markt Bohrau)
- Kondratowice (Kurtwitz)
- Przeworno (Prieborn)